# Толвуя
То́лвуя (карел. Talvioja, вепс. Talvoja) — село Медвежьегорского района Республики Карелия Российской Федерации. Административный центр Толвуйского сельского поселения.

## Название
Большинство исследователей карельской топонимии истолковывают название как северный ручей от карельских talvi (север, зима) и oja (ручей).

## Общие сведения
Располагается в 79 км по автодороге к юго-востоку от города Медвежьегорска на юго-восточном берегу Повенецкого залива Онежского озера в Заонежье, в 50 км к северо-северо-востоку от острова Кижи.
Действует совхоз «Толвуйский», школа, детский сад, амбулатория, отделение Почты России, дом культуры, памятник архитектуры II-й половины XIX века — церковь Георгия Победоносца.
Причалы для судов отсутствуют. Ближайшая автозаправочная станция — в Медвежьегорске.
Сохраняется братская могила советских воинов, погибших в годы Советско-финской войны (1941—1944).
В 7 км от села, на острове Палий, расположен Палеостровский Рождественский монастырь — один из наиболее древних и известных монастырей Заонежья.
В 5 километрах от села ведутся разработки Зажогинского месторождения шунгита. Зажогинское месторождение образовано двумя крупнейшими залежами высокоуглеродистых шунгитовых пород — Зажогинской (запас 5 млн т) и Максовской (запас 30 млн т), расстояние между которыми около 1 км.
В 17 км к юго-западу от села, в начале 1980-х годов, выявлено 7 зон месторождений и рудопроявлений медь-уран-молибден-ванадиевых руд (месторождение Средняя Падма). Планируемый способ освоения — подземный.

## История
Село впервые упоминается в 1375 году. Центр Толвуйского погоста.
В Толвуйском погосте было распространено наибольшее количество прибалтийско-финских имён в документах Обонежской пятины.
В 1601 году в Толвую была сослана Инокиня Марфа — мать первого русского царя из династии Романовых Михаила Фёдоровича. Вблизи села находится родник «Царицын ключ», история которого связана с именем Инокини Марфы.
В Толвуе родился Зосима Соловецкий — основатель Соловецкого монастыря, святой Русской Церкви, почитается в лике преподобных.
21 октября 1937 года по необоснованному обвинению в контрреволюционной деятельности, решением Особой тройки НКВД Карельской АССР, был расстрелян священник Толвуйской церкви Степан Фёдорович Угаров (1885—1937).
В результате сокращения населения в 1957 году деревни Ершовская, Погост, Лустинская и Рассоловская были объединены под общим названием Толвуя.

## Памятники истории
Братская могила советских воинов и партизан, погибших в годы Великой Отечественной войны. В конце 1950-х годов на могиле установлена скульптура скорбящей матери.

## Население
| 2002 | 2009  | 2010 | 2013 |
| ---- | ----- | ---- | ---- |
| 1120 | ↘1077 | ↘994 | ↘972 |

## Интересные факты
Памятник архитектуры — ветряная мельница из Толвуи была перенесена в музей-заповедник «Кижи».

## Известные жители
- Иван Иванович Ткачук (1943—2011) — генеральный директор совхоза «Толвуйский» в 1983—2011 годах.

## Улицы
- ул. Геологическая
- ул. Гористая
- ул. Каменистая
- ул. Малая
- ул. Молодёжная
- ул. Набережная
- ул. Невская
- ул. Октябрьская
- ул. Онежская
- ул. Первомайская
- ул. Полевая
- ул. Пушкина
- ул. Речников
- ул. Рыбацкая
- ул. Северная
- ул. Совхозная
- ул. Спортивная
- ул. Школьная
- пер Школьный